# Palace on Wheels

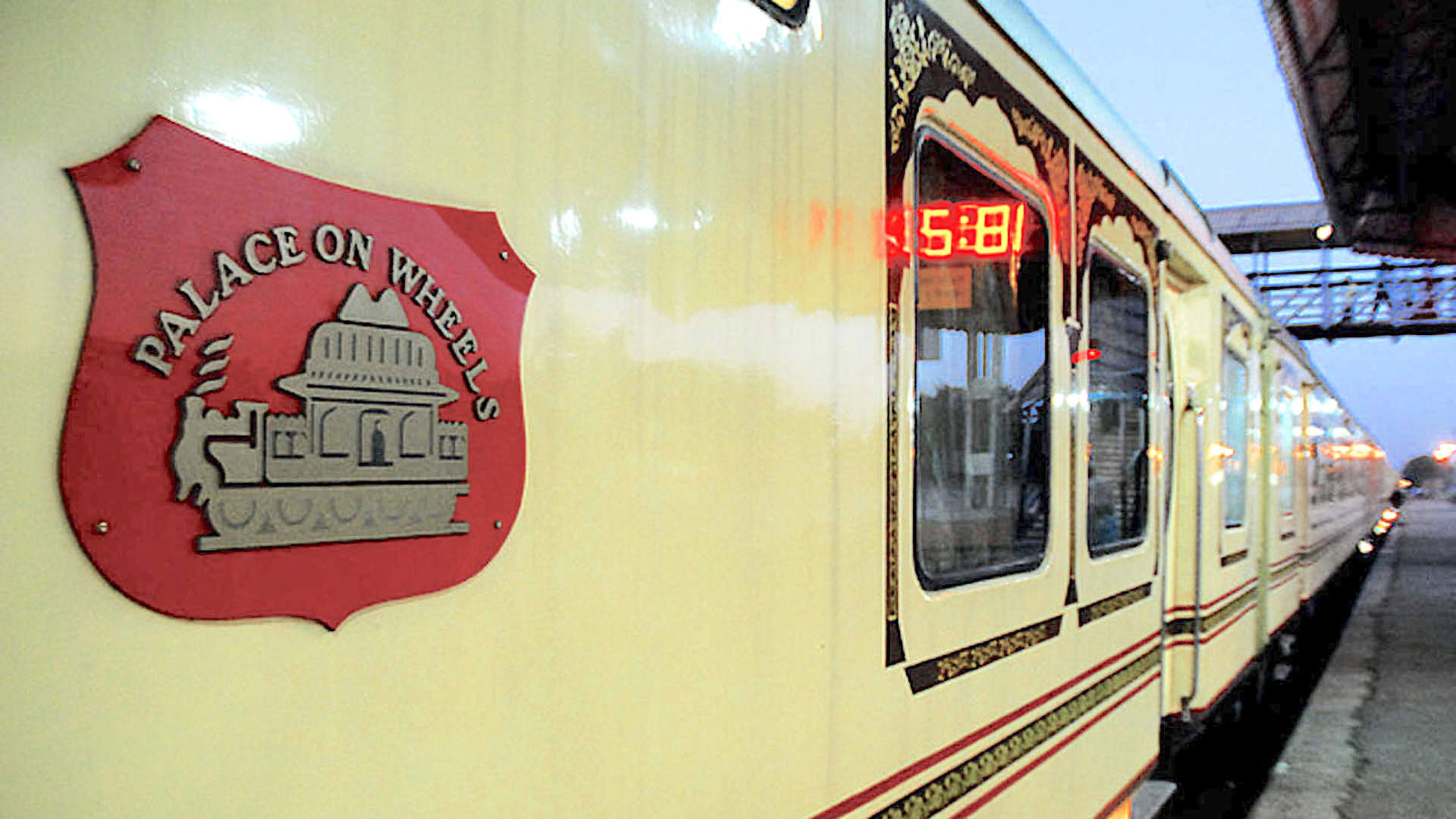
Logo des Palace on Wheels auf einem Wagen

Der Palace on Wheels (deutsch: Palast auf Rädern) ist ein Luxuszug in Nordindien, der insbesondere Rajasthan touristisch erschließt und für Schienenkreuzfahrten genutzt wird.

## Hintergrund

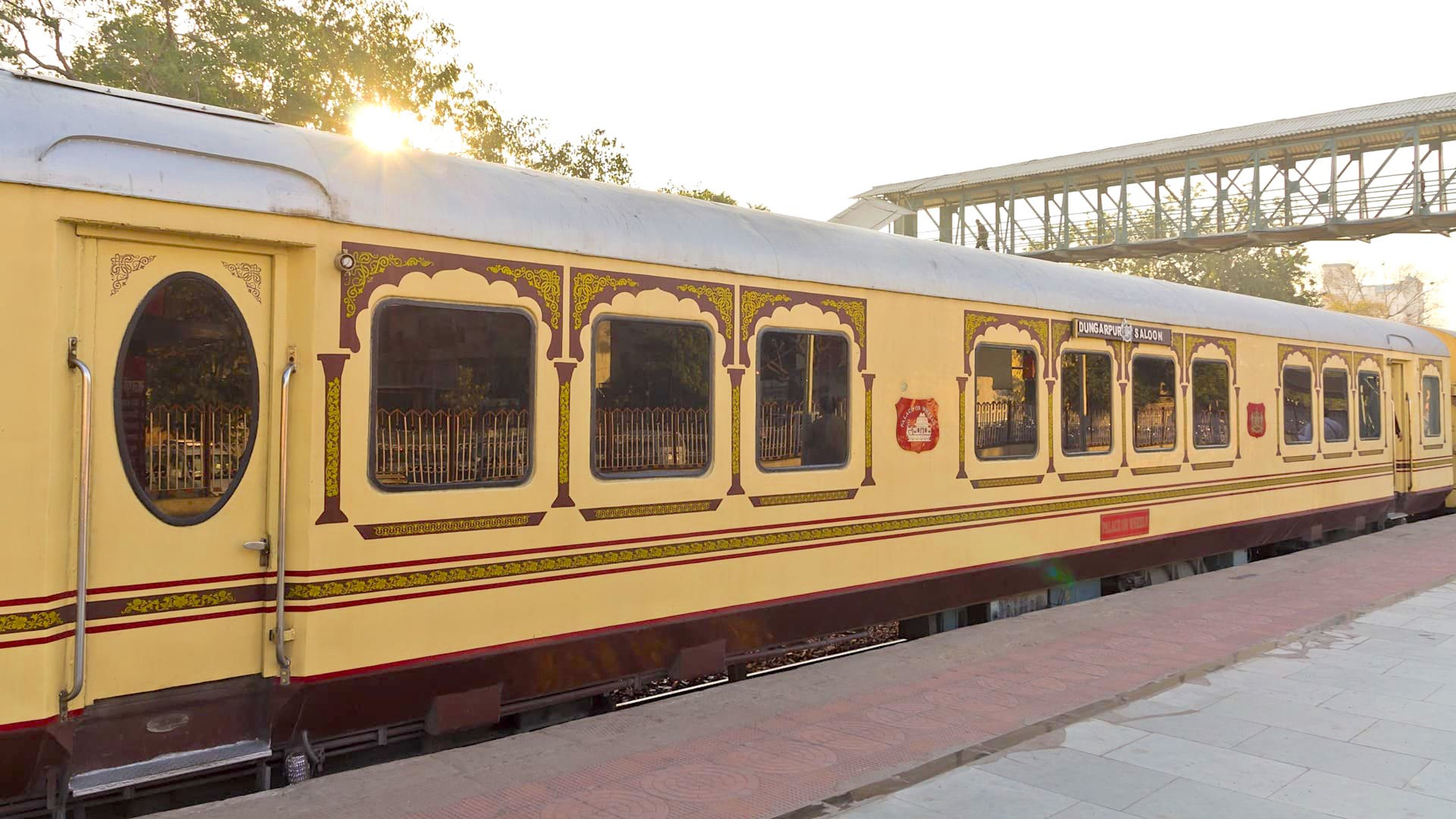
Palace on Wheels 2021 in Jaipur, Abteil Dungarpur

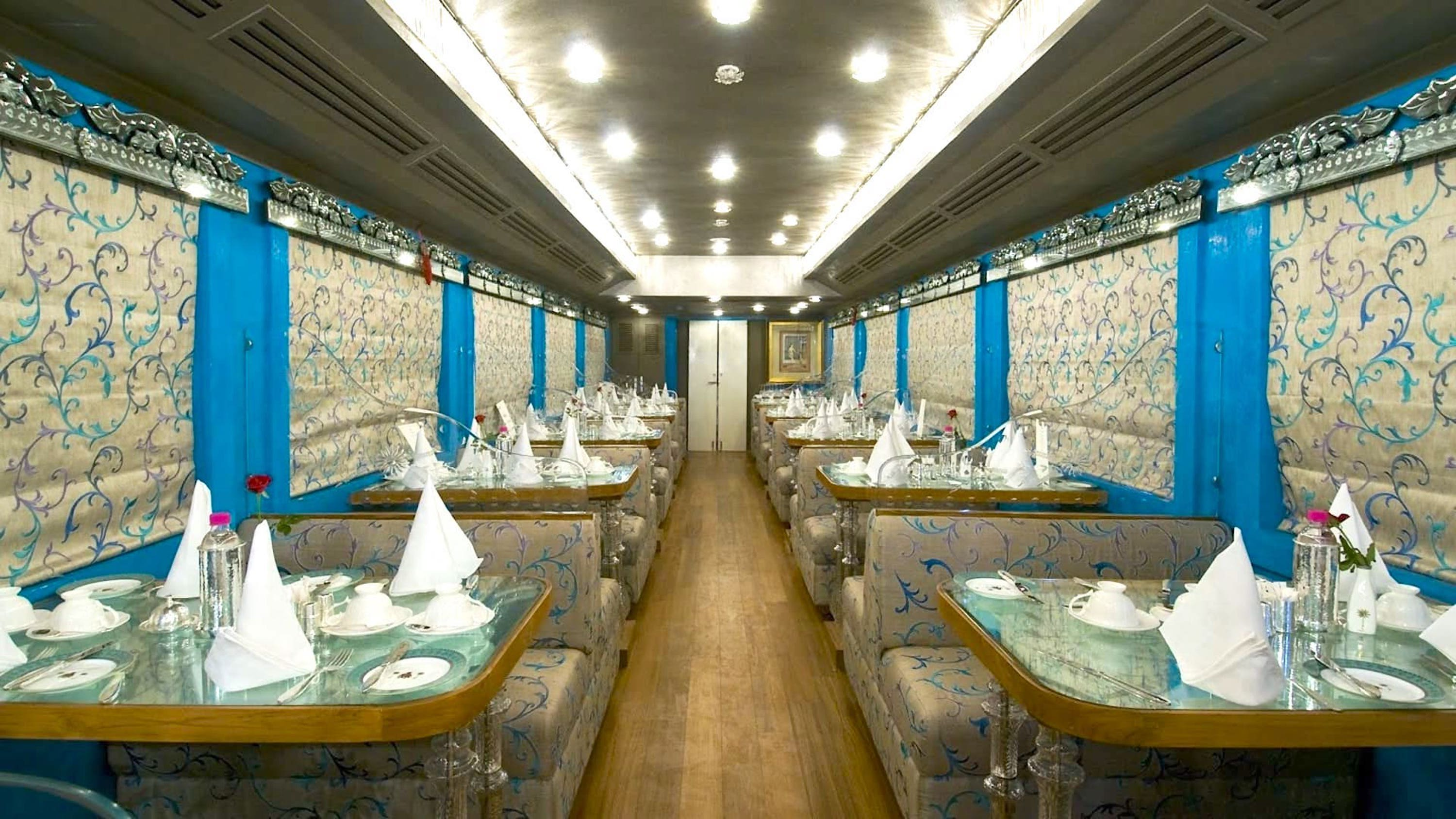
Speisewagenabteil

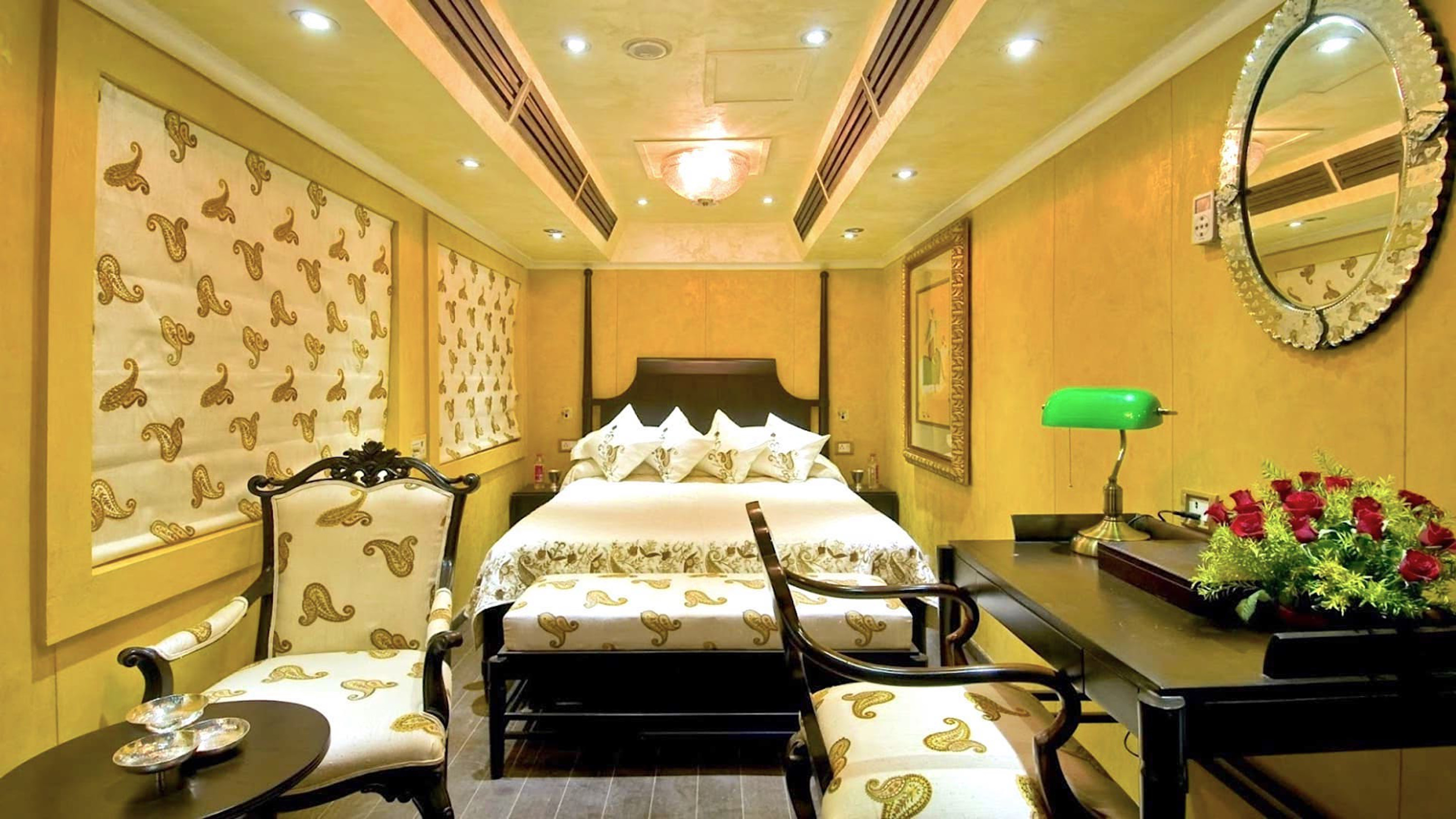
Super-deluxe-Diamond-Wagen

In der Zeit des Kolonialismus in Britisch-Indien wurden in dem Land zahlreiche Eisenbahnstrecken gebaut. Ende der 1880er Jahre wurden Salonwagen für die Maharadschas geschaffen, die mit einer Sondergenehmigung an die regulären Züge anhängt werden durften, sodass die indischen Fürsten besonders bequem und schnell verreisen konnten. Unter anderem der Nizam, der Gaekwad und der Vizekönig von Indien reisten so. Mit dem Ende der englischen Kolonialzeit verloren die Fürsten nach und nach ihre Sonderprivilegien; und unter Indira Gandhi mussten sie ab 1970 auch auf ihre Salonwagen verzichten. Zu Beginn der 1980er Jahre wurden die Fahrzeuge aufgearbeitet, zu kompletten Zügen zusammengestellt und touristisch genutzt. Am 26. Januar 1982 (Tag der Republik) wurde der Palace on Wheels eingeweiht und startete zur ersten Fahrt.

## Betrieb
Der Heritage Palace on Wheels verkehrt auf einer über 2400 km langen Rundreisestrecke zwischen Neu-Delhi, Jaipur, Sawai Madhopur, Chittorgarh, Udaipur, Jaisalmer, Jodhpur, Bharatpur, Agra zurück nach Neu-Delhi. An den jeweiligen Stationen sind für die Reisenden großzügige Zeitfenster für touristische Aktivitäten eingeplant, teilweise für einen ganzen Tag, während der Zug meist in den Abend- und Nachtstunden unterwegs ist. Eine volle Rundreise dauert acht Tage, mit Stand 2022 von Mittwoch nachmittags bis Mittwoch morgens.
Betrieben wird der Palace on Wheels von Indian Railways und RTDC (Rajasthan Tourism Development Corporation). Unter anderem 2009 fanden monatelange Wartungs-, Renovierungs- und Erneuerungsarbeiten an den Zügen statt; mittlerweile handelt es sich bei den Wagen um Nachbauten der Originale.
Unter den 23 Wagen des Zugs gibt es 14 Personenwagen, die jeweils nach früheren radschastanischen Fürstenstaaten benannt und entsprechend unterschiedlich landestypisch ausgestattet sind. Der Zug hat neben Schlafabteilen auch zwei Bordrestaurants, eine Bar, eine Ruhelounge sowie ein Spa-Abteil für Massagen. Insgesamt 104 Reisende können an einer Fahrt teilnehmen; das zahlreiche Dienstpersonal ist dabei nicht mit eingerechnet.